# Praça da Apoteose
A Praça da Apoteose é um logradouro do bairro Cidade Nova, no Rio de Janeiro, no Brasil. É utilizada para desfiles de carnaval e shows diversos. 

## Etimologia
"Apoteose" vem do grego apothéosis, através do latim apotheose. Significa "glorificação", "endeusamento", "cena final gloriosa". A intenção original do arquiteto Oscar Niemeyer era que as escolas de samba, no final do seu desfile, quando já estivessem na praça da Apoteose, tivessem a possibilidade de inovar, de fazer novas coreografias, aproveitando-se do espaço mais amplo da praça.

## História
Foi projetada por Oscar Niemeyer em 1983, durante o governo Leonel Brizola. Construída totalmente com materiais pré-fabricados, demorou apenas 4 meses para ser terminada. Faz parte do complexo do Sambódromo da Marquês de Sapucaí como uma praça onde passam os carros alegóricos. Essa construção tem uma dupla função: além de servir para desfiles, apuração dos resultados dos desfiles das escolas de samba e shows diversos, durante o ano é usado como escola, que funciona nos camarotes. Além disso, ela abriga um pequeno museu do samba, com entrada pela rua Frei Caneca.
Entre outros artistas internacionais, já passaram por lá: Jimmy Page & Robert Plant, A-ha, Aerosmith, Avril Lavigne, Bon Jovi, Britney Spears, Skid Row, Kiss, The Rolling Stones, Roger Waters (Pink Floyd), Hillsong, Pearl Jam, Roxette, Santana, Jack Johnson, Nirvana, Black Sabbath, Alice in Chains, Iron Maiden, Megadeth, Radiohead, Elton John, Coldplay, Eric Clapton, Jonas Brothers, Guns N' Roses, Rush, The Black Eyed Peas, Bruno Mars, Katy Perry, Red Hot Chili Peppers, Janet Jackson, Whitney Houston￼,Whitecross e Justin Bieber.
Entre os artistas brasileiros que se apresentaram no local, temos Cristina Mel, Daniela Mercury, Diante do Trono, Gilberto Gil, Raimundos, Xuxa, Kelly Key, sendo este o local utilizado para o evento voltado para o público infantil chamado "A Chegada do Papai Noel". Em 2007, mais precisamente em 7 de Julho, houve a gravação do 10° álbum da banda gospel Diante do Trono onde foram registrados mais de 100 mil pessoas lotando toda área e arquibancadas da apoteose.